# Trochanteria gomezi
Trochanteria gomezi là một loài nhện trong họ Trochanteriidae. Loài này phân bố ở Argentinië en Paraguay.